# Renchen
Renchen (pronunciación en alemán: /ˈʁɛnçn̩/ⓘ) es una pequeña ciudad alemana de unos 7300 habitantes en el distrito de Ortenau, Baden-Wurtemberg. Está ubicada en la llanura del Rin en las estribaciones de la Selva Negra Central en la salida del valle del río Rench. Las poblaciones aledañas Erlach y Ulm forman parte de la ciudad, igualmente como el caserío de Maiwald, que particularmente conforma un exclave.
El apodo de ciudad de Grimmelshausen refiere a Johann Jakob Christoph von Grimmelshausen que hasta su muerte en 1676 fue alcalde de Renchen. En su honor fue creado un museo, la Casa del Simplicíssimus.

## Casa del Simplicíssimus
La Casa del Simplicíssimus es un museo que fue inaugurado en 1988. El nombre refiere a la novela El aventurero Simplicíssimus de Grimmelshausen, la primera novela de la historia de la literatura alemana. El museo está dedicado al poeta y cómo sus obras fueron recibidas y, por tanto, sobre todo al arte moderno, un tema principal de Grimmelshausen.

## Escultura del Cazador de Soest
La estatua de bronce del Cazador de Soest en medio de la plaza entre el ayuntamiento y la Casa del Simplicíssimus fue creada en 1977 por Giacomo Manzù. El Cazador de Soest es un personaje de la novela El aventurero Simplicíssimus de Grimmelshausen.

## Premio de Johann-Jacob-Christoph von Grimmelshausen
En colaboración con Gelnhausen, la ciudad natal del exalcalde y poeta, Renchen  otorga cada dos años el Premio de Johann-Jacob-Christoph von Grimmelshausen.